# Brennan Clost
Brennan Clost (nacido el 20 de octubre de 1994) es un actor y bailarín canadiense, conocido por interpretar el papel de Daniel en la serie de Family Channel The Next Step. 
En 2020, protagonizó la serie de drama y danza de Netflix Tiny Pretty Things.

## Primeros años y personal
Nació el 20 de octubre de 1994, en Burlington (Ontario). Durante su infancia, sufrió acoso escolar por parte de sus compañeros, declarando que hacían "comentarios muy hirientes", le tiraban bolas de nieve y que recibía " miradas" en los pasillos.
Estudió danza en varios estudios de baile del sur Ontario, incluyendo la Escuela de Ballet Nacional de Canadá y Springboard Danse Montreal. Inicialmente quería estudiar medicina en la universidad, pero su profesor de baile le aconsejó que hiciera una audición para la Escuela Juilliard.
En marzo de 2012, audicionó y fue aceptado con una beca en la Escuela de Artes Juilliard, convirtiéndose en uno de los dos bailarines masculinos canadienses en conseguir ser aceptados al curso.La coreografía de Clost se exhibe anualmente en el Programa Coreográfico de Honor de Juilliard y en escuelas elementales de toda Nueva York. Se graduó en 2016.
Por culpa del baile, Clost se ha lesionado el tobillo, tuvo tendinitis aquílea y "serios problemas de hombro y muñeca". 
Clost ha declarado que no se etiqueta con una sexualidad, pero que "no es heterosexual".

## Carrera
Empezó a bailar en competiciones a los 7 años. Sus éxitos incluyen ser medallista de plata mundial en la categoría individual junior de la Internationasl Dance Organization en Alemania (2008), y ser nombrado uno de los Mejores Bailarines Masculinos Senior Bailarines en los Dance Awards de Nueva York (2011).
En 2012, hizo su debut televisivo como actor profesional en un anuncio de la compañía de afeitar Gillette. 
Ese mismo año, fue seleccionado para interpretar el papel de Daniel en la serie de Family Channel The Next Step. Interpretó el papel regularmente hasta que en 2015 decidió tomarse un descanso de dos años para centrarse en completar sus estudios en Juilliard, regresando en 2017. También en 2017, Clost actuó en la serie web Spiral, junto con su compañera de The Next Step Alexandra Beaton.
En 2019, fue contratado por Netflix para actuar en la serie de danza Tiny Pretty Things como Shane. La serie se estrenó en diciembre de 2020.

## Filmografía
| Año       | Título                                               | Rol                     | Notas                          |
| --------- | ---------------------------------------------------- | ----------------------- | ------------------------------ |
| 2007      | King of the Camp                                     | Bailarín                | Película                       |
| 2012      | Degrassi: The Next Generation                        | Bailarín                | 1 episodio                     |
| 2012      | Your Guide to a World Class Shave (Gilette)          | Afeitador               | Anuncio                        |
| 2013      | El Cambio de Cosas                                   | El Charmer              | Cortometraje                   |
| 2013–2025 | The Next Step                                        | Daniel                  | Personaje principal            |
| 2014      | An American Girl: Isabelle Dances Into The Spotlight | Príncipe de cascanueces | Película                       |
| 2016      | Graped                                               | Dale                    | Miniserie                      |
| 2016      | El país Aplasta                                      | Jamboree Bailarín       | Película                       |
| 2017      | Arthur and Annie                                     | Arthur                  | Película televisiva            |
| 2017      | Spiral                                               | Clark                   | Personaje principal            |
| 2019      | Creeped Out                                          | Aiden de mayor          | Episodio: "One More Minute"    |
| 2020      | Australiannaire$                                     | Logan / Eddy            | Serie web; Personaje principal |
| 2020      | Machine                                              | Aharon                  | Cortometraje                   |
| 2020      | Tiny Pretty Things                                   | Shane McRae             | Personaje principal            |